# Tamás Zsuzsa
Tamás Zsuzsa (Budapest, 1978 –) író, költő, meseíró.

## Élete
Tamás Zsuzsa 1978. március 8-án született Budapesten, orvos szülők első gyermekeként. Három öccse van. Középiskolai tanulmányait általános iskolai magyartanára javaslatára a Berzsenyi Dániel Gimnázium humán tagozatán végezte, 1996-ban ott érettségizett, ugyanekkor felvették az ELTE magyar szakára, ahol magyartanári diplomát szerzett. Még nem fejezte be az egyetemet, amikor tanítani kezdett volt gimnáziumában, ám különböző okokból mind a Berzsenyinek, mind a tanításnak hamar hátat fordított. 2006 óta publikál rendszeresen.
Első verse 2006. április 15-én Nagyhét címmel a Népszabadságban jelent meg, a sok fiatal szerzőt felfedező, legendás Varga Lajos Márton szerkesztő merész vállalásaként. Onnantól rendszeresen közölt verseket, elsősorban a Népszabadság irodalmi mellékletében, de az Élet és Irodalomban és más irodalmi folyóiratokban is.
Első könyve mégis egy mesekönyv: a Macskakirálylány 2013-ban jelent meg, és „Év Gyermekkönyve díjat" nyert.
Verseskötete még sokáig váratott magára, Mit tud a kert címmel 2016-ban jelent meg a Magvető Kiadónál.
Több folyóiratnál, portálnál dolgozott szerkesztőként. A Csillagszálló kulturális utcalapnál a lap 2006-os indulásától 2010 végéig; a prae.hu művészeti portál Gyerek rovatát a rovat 2008-as indulásától szintén 2010 végéig vezette. A Prae.hu művészeti portálnál egy ideig Benedek Annával közösen vezette az Irodalom rovatot. Szintén Benedek Annával három évadon keresztül vezetett irodalmi beszélgetéssorozatot, Ellenlábas címen, a Nyitott Műhelyben. 2010-től 2014-ig a hiánypótló, ma már nem létező Meseutca.hu szerkesztője volt.
2023-ban az Élet és Irodalom tárcaírója volt.
Két kislány édesanyja.

## Gyerekkönyvei magyar nyelven
- Macskakirálylány[1], Naphegy Kiadó, 2013. (Radnóti Blanka illusztrációival)
- Mesék a Teljességhez[2], Naphegy Kiadó, 2014. (Ilyés Juli illusztrációival)
- Kicsi Mimi és a Kökény ovi[3], Naphegy Kiadó, 2015. (Horváth Ildi illusztrációival)
- Kicsi Mimi nagytesó lesz[4], Naphegy Kiadó, 2016. (Horváth Ildi illusztrációival)
- Kicsi Mimi barátai, Naphegy Kiadó[5], 2017. (Horváth Ildi illusztrációival)
- Lencsi és az Égigérő, Manó könyvek[6], 2017. (Radnóti Blanka illusztrációival)
- Kicsi Mimi, pici Bori, Naphegy[7] Kiadó, 2017. (Horváth Ildi illusztrációival)
- Kicsi Mimi és a nagy fagyiünnep[8], Naphegy Kiadó, 2018. (Horváth Ildi illusztrációival)
- Kicsi Mimi karácsonya, Naphegy Kiadó[9], 2018. (Horváth Ildi illusztrációival)
- Kicsi Mimi iskolás lesz, Naphegy Kiadó[10], 2019. (Horváth Ildi illusztrációival)
- Mimi az iskolában, Naphegy Kiadó[11], 2020. (Horváth Ildi illusztrációival)
- Mimi naplója, Naphegy Kiadó, 2021[12]. (Horváth Ildi illusztrációival)
- Türkiz, a tűzoltó, Móra Kiadó[13], 2021. (Kismarty-Lechner Zita illusztrációival)
- A kőoroszlán szíve, Pagony Kiadó[14], 2024. (Radnóti Blanka illusztrációival)
- Kicsi Mimi és Pöttöm, Naphegy Kiadó[15], 2024. (Horváth Ildi illusztrációival)

## Gyerekkönyvei idegen nyelven
- Väikese Mimi suured sammud, Koolibri, 2017. (Kicsi Mimi és a Kökény ovi, észt)
- Petite Mimi et la fête des glaces / Petite Mimi qui voudras-tu être?, Arlequin Editions, 2025. (Kicsi Mimi és a nagy fagyiünnep, francia)
- Petite Mimi a un grand cœur / Petite Mimi à l’école primaire, Arlequin Editions, 2025. (Kicsi Mimi iskolás lesz, francia)

## Diafilmek
- Kicsi Mimi nagytesó lesz, Diafilmgyártó Kft., 2017.[16]
- Kicsi Mimi, pici Bori, Diafilmgyártó Kft, 2018.[17]
- Kicsi Mimi iskolás lett, Diafilmgyártó Kft, 2020.[18]

## Felnőtteknek szóló művei
- Mit tud a kert, Magvető Kiadó, 2016.[19]
- Tövismozaik, Magvető Kiadó, 2020.[20]

## Antológiák
- Szép versek 2007, Magvető, 2007.
- Szomjas oázis, Jaffa, 2007.
- Használati utasítás, Palatinus, 2008.
- Friss dió, JAK-füzetek 166., 2011.
- Nini néni és a többiek (Hetven mese magyar írók tollából), Egmont, 2011.
- Szép versek 2015, Magvető, 2015.
- A csend történései, Vigilia, 2015.
- Világvége alsó (Magyar népmesék kortárs íróktól), Naphegy, 2017.
- Szeretlek, anya! (31 őszinte vallomás), Manó könyvek, 2018.
- Elveszett alvókák, Betűtészta Kiadó, 2018.
- Tesókönyv. Mesék és versek a testvéri szeretetről, Manó Könyvek, 2021.
- Időmérték. 70 vers, Magvető Kiadó, 2025.

## Dráma, forgatókönyv
- Szerető nőd (dráma) - Elfride Jelinek: Kis csukák c. regénye alapján, rendező: Gerzsenyi Bea, 2006.
- Hogyan keletkezett a világ? (forgatókönyv) animáció népmese alapján, rendező: Tamás Iván, 2013. YouTube
- Én és Agafia (dráma) karanténdráma két színészre, rendező: Mohácsi János, webszínházi előadás: 2020. 06. 26.
- Macskakirálylány (forgatókönyv) animáció azonos c. saját mű alapján, rendező: Tamás Iván, televíziós premier: 2020. 08. 01.
- Oroszlánszív (mesejáték) - a Budapest 150 drámapályázat döntőjébe jutott, 2022.

## Díjak, ösztöndíjak
- NKA alkotói ösztöndíj, 2011.
- Aranyvackor: a Naphegy Kiadó különdíja, 2013.
- Aranyvackor: a PRAE.HU különdíja, 2013.
- Móricz Zsigmond irodalmi alkotói ösztöndíj, 2013.
- „Év Gyermekkönyve 2013” a Macskakirálylányért, 2014.
- NKA alkotói ösztöndíj, 2017.
- Egri Lajos forgatókönyvíró pályázat (CUB Animation), 2018.
- Visegrad Literary Residency Programme, 2020.
- Erzsébetvárosi Irodalmi Ösztöndíj, 2022.
- Az Év Gyerekkönyve Díj szerzői kategóriájában shortlistes A kőoroszlán szíve, 2025.
- Az Év gyerekkönyve Díj - Diákzsűri Díj, szerzői kategória, A kőoroszlán szíve, 2025.